# Lago Delio
Il lago Delio o lago d'Elio (lagh Dei in lombardo occidentale) è uno specchio lacustre naturale in provincia di Varese nel comune di Maccagno con Pino e Veddasca al confine con il comune di Tronzano Lago Maggiore.

## Geografia
L'origine del lago è di escavazione glaciale, tuttavia l'intervento umano con la successiva costruzione di due dighe di contenimento ha cambiato di molto l'aspetto originario del lago. 
Il lago si trova equidistante (10 km circa) tra Maccagno e il confine italo-svizzero. È raggiungibile da Maccagno tramite la strada provinciale 5.

## Storia
Un primo sbarramento sul lago fu realizzato nel 1911. Sulla base di questi lavori furono poi realizzati negli anni sessanta due nuovi sbarramenti che innalzarono ulteriormente il livello del lago. L'invaso così creato è utilizzato per la produzione di energia elettrica tramite la Centrale idroelettrica di Roncovalgrande.